# Вторые Хормалы
Вторы́е Хорма́лы (чув. Хурамал) — деревня в Канашском районе Чувашской Республики. Входит в состав Новочелкасинского сельского поселения.

## География
Находится в центральной части Чувашии, на расстоянии приблизительно 15 км по прямой на запад-северо-запад от районного центра города Канаш на берегах реки Поштанарка.

## История
Известна с 1723 года, когда здесь было 60 мужчин. В 1761-67 годах был отмечен 121 мужчина, в 1782—119 В 1795 году учтено 50 дворов и 310 житель, в 1859—105 дворов, 612 жителей, в 1897—440, в 1926—112 дворов, 628 жителей, в 1939—607 жителей, в 1979—398. В 2002 году было 94 двора, в 2010 — 80 домохозяйств. В 1931 году был образован колхоз «Ильич», в 2010 году действовал СХПК «Родина».

## Население
Постоянное население составляло 272 человека (чуваши 99 %) в 2002 году, 233 в 2010.